# Stefano Cerioni
Stefano Cerioni (Madrid, 1964. január 24. –) olimpiai és világbajnok olasz tőrvívó, edző.